# Binau
Binau – miejscowość i gmina Niemczech, w kraju związkowym Badenia-Wirtembergia, w rejencji Karlsruhe, w regionie Rhein-Neckar, w powiecie Neckar-Odenwald, wchodzi w skład  związku gmin Neckargerach-Waldbrunn. Leży nad Neckarem, ok. 6 km na zachód od Mosbach, przy drodze krajowej B37 i linii kolejowej Mannheim–Heilbronn–Stuttgart.

## Współpraca
Miejscowość partnerska:
- Lindau – dzielnica Katlenburg-Lindau, Dolna Saksonia